# Christo Michajłow

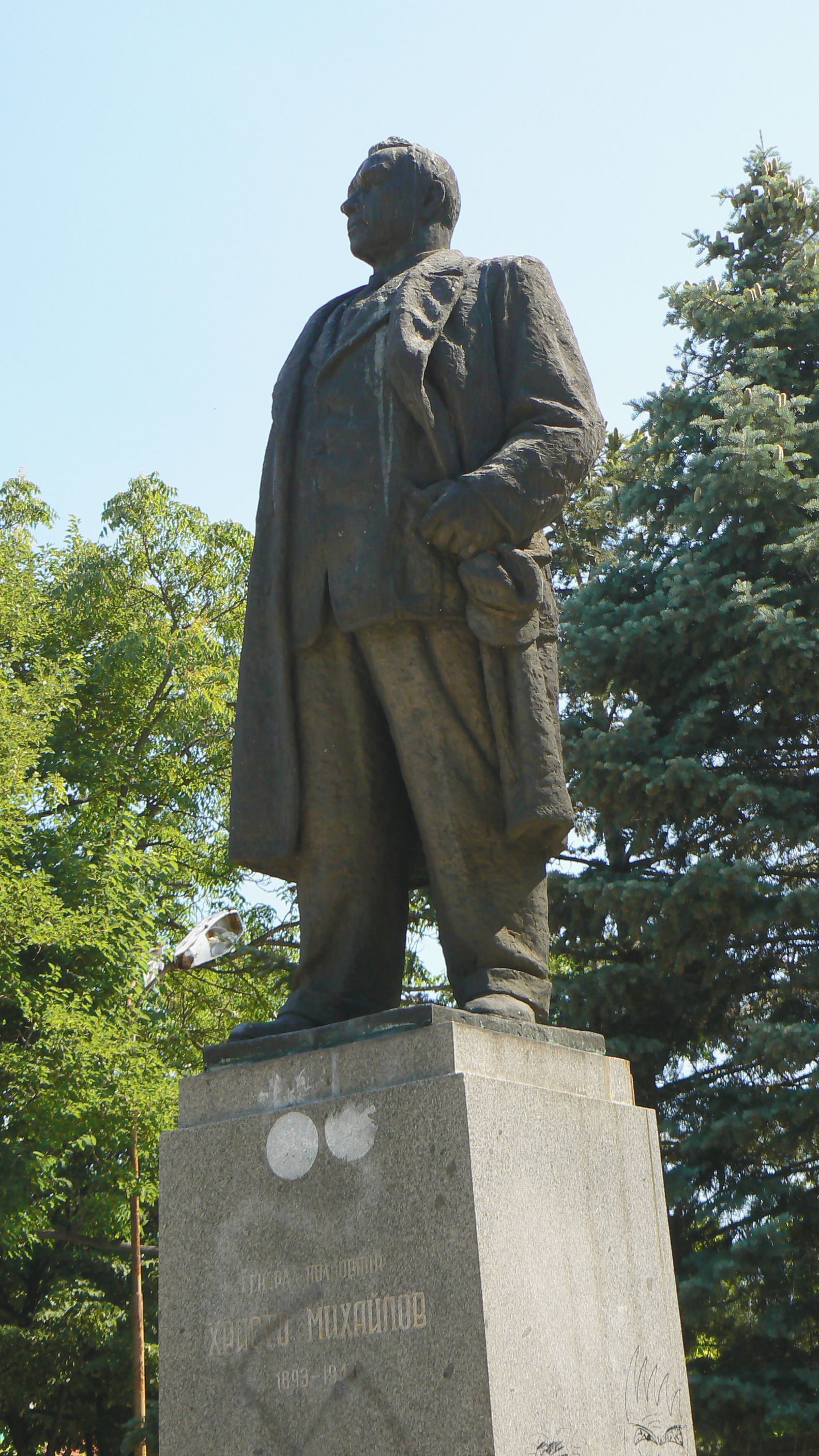
Pomnik Christo Michajłowa w Montanie

Christo Michajłow Popow (bułg. Христо Михайлов Попов, ur. 18 kwietnia 1892 w Widyniu, zm. 8 lutego 1944 w Sofii) – bułgarski działacz komunistyczny.
Pracował jako nauczyciel, podczas II wojny bałkańskiej wcielony do bułgarskiej armii, 1914 skończył szkołę oficerów rezerwy. Brał udział w I wojnie światowej, został wzięty do niewoli i uwolniony w 1920. Od 1918 członek bułgarskiej partii socjaldemokratycznej, a od 1921 Bułgarskiej Partii Komunistycznej (BPK). Aktywny uczestnik powstania wrześniowego 1923, dowodził oddziałem komunistycznym podczas ataku na miasto Ferdinand. Po upadku powstania uciekł do Jugosławii, został zaocznie skazany na śmierć. W 1924 nielegalnie wrócił do kraju i próbował zorganizować nową rebelię przeciw władzom w Widyniu i Płowdiwie. W kwietniu 1925 aresztowany i skazany na śmierć, jednak wyrok zamieniono mu dożywotnie więzienie. W 1937 uciekł z więzienia i wznowił działalność w partii komunistycznej w Sofii, został członkiem Komitetu Centralnego BPK. Ukończył studia na wydziale prawa na uniwersytecie w Sofii. Podczas II wojny światowej był uczestnikiem ruchu oporu, za co został osadzony w obozie koncentracyjnym. Po śmierci Cwiatko Radojnowa stanął na czele Centralnej Wojennej Komisji partii komunistycznej, a po śmierci Emila Markowa został dowódcą Ludowo-Wyzwoleńczej Powstańczej Armii Bułgarii. Odpowiadał za wiele działań partyzanckich w Bułgarii. W lipcu 1942 został ponownie skazany zaocznie na śmierć, w lutym 1944 został ciężko ranny w strzelaninie z policją, ujęty i zabity.
Dla upamiętnienia przywódcy komunistycznej partyzantki po wojnie miasto Ferdinand (obecna Montana) zostało przemianowane na "Michajłowgrad"; zbudowano tam również pomnik Christo Michajłowa.